# نتا بارزیلای
نتا بارزیلای (عبری: נטע ברזילי‎؛ زادهٔ ۲۲ ژانویهٔ ۱۹۹۳) موسیقیدان، خواننده، و دی‌جی اهل اسرائیل است. وی از سال ۲۰۱۷ میلادی تاکنون مشغول فعالیت بوده‌است.
او با ترانه اسباب‌بازی در شصت و سومین دوره از مسابقات آواز یوروویژن در پرتغال برنده شد. نتا که با این ترانه که مضمونی دربارهٔ نهراسیدن از متفاوت بودن داشت و به همراه هجاهای موسیقایی او و رقص مرغی گروهش طرفداران بسیاری پیدا کرده بود با کسب ۵۲۹ امتیاز فاتح یوروویژن ۲۰۱۸ شد.